# Lights (canción)
«Lights» —en español: ‘Luces’— es una canción interpretada por la cantante y compositora británica Ellie Goulding, perteneciente a su álbum debut Lights, de 2010. Fue lanzado en el Reino Unido el 13 de marzo de 2011 como sexto sencillo general del álbum, y el segundo del relanzado álbum bajo el título Bright Lights. Originalmente es un tema extra en la edición de iTunes de "Lights", la canción fue reeditada para su inclusión en Bright Lights a finales de 2010, promocionándolo como sencillo.
También fue lanzado en los Estados Unidos en mayo de 2011, donde alcanzó la segunda posición del Billboard Hot 100 y fue certificado como doble platino por Recording Industry Association of America (RIAA). Durante 2012, «Lights» vendió 3 143 000 descargas en Estados Unidos, donde fue el décimo sexto sencillo más vendido durante el año, según Nielsen SoundScan.
La canción fue incluida en la banda sonora de la película Spring Breakers.

## Formatos y canciones
Reino Unido – Digital EP
1. "Lights" (Versión sencillo) – 3:30
2. "Only Girl in the World" (Versión acústica en Live Lounge) – 4:07
3. "Lights" (Bassnectar Remix) – 4:36
4. "Lights" (Shook Remix) – 3:49
5. "Lights" (MK Charlee Dub) – 5:04
6. "Lights" (Max Gordon Remix) – 4:49

 Estados Unidos – Digital EP (The Remixes)
1. "Lights" (Drop Lamond Remix) – 4:17
2. "Lights" (Fernando Garibay Remix) – 4:03
3. "Lights" (Captain Cuts Remix) – 4:11
4. "Lights" (Ming Remix) – 4:57
5. "Lights" (RAC Mix) – 5:44

## Posicionamiento en listas y certificaciones
| Lista (2013)                         | Mejor posición |
| ------------------------------------ | -------------- |
| Canadá (Canadian Hot 100)            | 7              |
| Eslovaquia (Radio Top 100)           | 10             |
| Estados Unidos (Billboard Hot 100)   | 2              |
| Estados Unidos (Pop Songs)           | 1              |
| Estados Unidos (Digital Songs)       | 5              |
| Estados Unidos (Radio Songs)         | 1              |
| Estados Unidos (Songs of the Summer) | 5              |
| Francia (SNP)                        | 29             |
| Nueva Zelanda (RIANZ)                | 16             |

| País           | Organismo certificador | Certificación | Simbolización | Ref.   |
| -------------- | ---------------------- | ------------- | ------------- | ------ |
| Estados Unidos | RIAA                   | 7× Platino    | 7▲            | [ 9 ]  |
| Nueva Zelanda  | RIANZ                  | Oro           | ▲             | [ 10 ] |

### Sucesión en listas
| Predecesor: «Wide Awake» de Katy Perry             | Pop Songs — Sencillo N° 1 25 de agosto de 2012 — 1 de septiembre de 2012    | Sucesor: «Wide Awake» de Katy Perry        |
| Predecesor: «Payphone» de Maroon 5 con Wiz Khalifa | Radio Songs — Sencillo N° 1 25 de agosto de 2012 — 29 de septiembre de 2012 | Sucesor: «Blow Me (One Last Kiss)» de Pink |